# Machico
Machico (mɐ'ʃiku) è un comune portoghese di 19 617 abitanti situato nella regione autonoma di Madera.

## Società

### Evoluzione demografica
| Popolazione di Machico (1849 – 2004) | Popolazione di Machico (1849 – 2004) | Popolazione di Machico (1849 – 2004) | Popolazione di Machico (1849 – 2004) | Popolazione di Machico (1849 – 2004) | Popolazione di Machico (1849 – 2004) | Popolazione di Machico (1849 – 2004) | Popolazione di Machico (1849 – 2004) | Popolazione di Machico (1849 – 2004) |
| ------------------------------------ | ------------------------------------ | ------------------------------------ | ------------------------------------ | ------------------------------------ | ------------------------------------ | ------------------------------------ | ------------------------------------ | ------------------------------------ |
| 1849                                 | 1900                                 | 1930                                 | 1960                                 | 1981                                 | 1991                                 | 2001                                 | 2004                                 |                                      |
| 5491                                 | 11820                                | 17936                                | 21606                                | 22126                                | 22016                                | 21747                                | 21321                                |                                      |

## Freguesias
- Água de Pena
- Caniçal
- Machico
- Porto da Cruz
- Santo António da Serra